# جامعة الدراسات الكورية الشمالية
جامعة الدراسات الكورية الشمالية (بالهانغل: 북한 대학원 대학교) هي جامعة في سيول تأسست عام 1997 من مركز أبحاث مشاكل الشرق الأقصى (극동 문제 연구소) التابع لجامعة كيونغنام والذي تأسس عام 1972. 